# Liverovići
Liverovići är en ort i Montenegro. Den ligger i den centrala delen av landet, 40 km norr om huvudstaden Podgorica. Liverovići ligger 768 meter över havet och antalet invånare är 433.
Terrängen runt Liverovići är kuperad norrut, men söderut är den bergig. Runt Liverovići är det ganska glesbefolkat, med 48 invånare per kvadratkilometer. Närmaste större samhälle är Nikšić, 11,1 km väster om Liverovići. Omgivningarna runt Liverovići är en mosaik av jordbruksmark och naturlig växtlighet.